# Катеринско теке
Катеринското теке, известно като Катеринска джамия (на гръцки: Τεκές Κατερίνης), е бекташко теке, което се намира в македонския град Катерини, Гърция. Сградата е единственият запазен ислямски паметник в града.

## История
Текето е построено във втората половина на XVIII век, по времето когато Катерини е чифлик на Али паша Янински, и е единственият остатък от бекташки манастир, включващ резиденция на игумена, килии за монасите, кухня и трапезария. Заема площ около 300 дка между парка и болницата в старата Турска махала, днешния Бежански квартал.
В 1951 година текето още работи, като патриархът на Бекташкия орден Ахмед Сири Деде баба, изгонен от антирелигиозния режим в Албания, където е седалището на ордена, на път за Кайро отсяда при игумена на Катеринското теке Вели баба. Днес сградата все още е собственост на ислямската общност в Гърция, но се управлява от катеринската община.
В архитектурно отношение текето представлява многоъгълна сграда, увенчана с византийски купол. Вътре има два гроба на игумени (тюрбета), бронзови оброци и един Коран, а стените са украсени с калиграфски надписи на арабски. В двора има чешма, която обаче не е автентична, а пример за лоша реставрация от части от оригиналния паметник. Зад сградата има надгробни колони на простите монаси с надписи и растителни елементи за украса.